# Nobuko
nobuko（のぶこ、1976年10月19日 - ）は、日本の声優。東京都在住。
旧芸名および本名は小谷 伸子（こたに のぶこ）。

## 経歴
宮崎駿のアニメーション映画を見てアニメの世界に感激し、自分も演じる側になりたくて専門学校に2年在籍しトルバドール音楽事務所に所属し、同時に歌手活動も開始した。のちに声優バンド（担当はボーカルとキーボード）・LAMUSEでコロムビアミュージックエンタテインメントよりデビュー。その後Lamuse-mieuxでボーカルとギターで参加。のちに解散。その後、事務所を移籍し、プリズムの所属となった。その後に女性3ピースバンドJumping Bettyを結成した。

## 出演作品

### テレビアニメ
1997年
- 吸血姫美夕（上村よう子）
- さくらももこ劇場 コジコジ（1997年 - 1999年、ゾラ、人々、ごうた、つとむ）
- スーパーフィッシング グランダー武蔵（男の子、少年）

1998年
- グランダー武蔵RV（選手、子供）
- センチメンタルジャーニー（女子生徒）
- DTエイトロン（海の少女）
- トライガン（女、看護婦）
- 花さか天使テンテンくん（三椿ケイタ、子分、少年、小雪男 他）
- ふたり暮らし（シスター・ソバージュ）
- Bビーダマン爆外伝（こどもボン）

1999年
- イケてる2人（悠樹の友人）
- 神風怪盗ジャンヌ（タケル）
- ジバクくん（ミケ）
- 週刊ストーリーランド（助手、娘、勝男）
- HUNTER×HUNTER（第1作）（子供、レルート）

2000年
- ハムスター倶楽部（雪ちゃん）
- ブギーポップは笑わない Boogiepop Phantom（若狭静枝）

### OVA
1998年
- 電脳戦隊ヴギィ'ズ★エンジェル外伝 進め!スーパー☆エンジェルス!（タキ）

### 劇場アニメ
2001年
- アリーテ姫（仕立屋の従弟）

### ナレーション
- ガリレオナビ
- ベルギービール紀行
- アルピナ
- au
- オムロン
- 資生堂
- 日立製作所

### ドラマCD
- KEY THE METAL IDOL RADIO PROGRAM 3「憧れ」（付き人）
- 八雲立つ（小岩井しをり）
- 銀の鎮魂歌（小姓）
- 魔女っ子戦隊 パステリオン（プラッティ）
- 京四郎
- 特攻天女
- 21世紀探偵事務所
- 9番目のムサシ（森田まさよし）

### ラジオ
- コミックドラマステーション
- ファンタジーワールド
- Lamuse-mieuxの野望
- Lamuse-mieux A Go Go!
- ららら・LAMUSE